# Reportagem Incompleta
Reportagem Incompleta é um livro de memórias no formato de fotobiografia da escritora brasileira Zélia Gattai.